# 角斑軟梳䲁
角斑軟梳䲁（學名：Malacoctenus triangulatus），為輻鰭魚綱䲁形目脂䲁科軟梳䲁屬的一個種，分布於西大西洋美國佛羅里達州、巴哈馬、墨西哥猶加敦半島至巴西海域，深度0至40公尺，本魚頭部細長，吻尖，鼻孔處有一條2-4分枝的觸鬚，眼處有一條2-8分枝的長觸鬚，頸背兩側各有一對4-13分枝的觸鬚，上頜後端上部被眼下骨質覆蓋，口頂兩側無齒，背鰭棘與鰭條之間有缺口，側線鱗52-61片，體淡黃色至白色，上身有4-5個棕色至紅色的三角形鞍狀條紋，尾根末端有一條橫帶，背鰭前基部有一個黑點，有時從眼睛後面沿上身有一條深色條紋；雄魚的鰭透明，雌魚的鰭上有密集的斑點，背鰭硬棘20-21枚、背鰭軟條11-12枚、臀鰭硬棘2枚、臀鰭軟條20-22枚，體長可達7.5公分，棲息在岩礁及珊瑚礁區，通常躲在縫隙，以甲殼類為食，生活習性不明，可做為觀賞魚。